# Правительство Республики Башкортостан
Правительство Республики Башкортостан (баш. Башҡортостан Республикаһы Хөкүмәте) — высший орган исполнительной власти Башкортостана. Главой правительства является Высшее должностное лицо Республики Башкортостан — Глава Башкортостана (статья 91 Конституции Республики Башкортостан).

## История
Предшественники: Башкирское Правительство (с 1917 года), Башревком (с 1919 года), Совет народных комиссаров Башкирской АССР (c 1920 года), Совет Министров БАССР (с 1946 года), Совет Министров Башкирской ССР (с 1990 года).
В 1992 году Совет Министров Башкирской ССР преобразован в Совет министров Республики Башкортостан, а в 1993 году — Кабинет министров Республики Башкортостан.
С 2002 года — Правительство Республики Башкортостан.

## Премьер-министры Правительства Республики Башкортостан
- Марат Миргазямов (1986—1992)
- Анатолий Копсов (ноябрь 1992 — июль 1994)
- Рим Бакиев и. о. июль—октябрь 1994 (октябрь 1994 — 12 января 1999)
- Рафаэль Байдавлетов (12 января 1999 — 10 апреля 2008)
- Раиль Сарбаев (10 апреля 2008 — 20 июля 2010)
- Рустэм Хамитов (20 июля 2010 — 19 мая 2011, как Президент Башкортостана)
- Азамат Илимбетов (19 мая 2011 — 6 августа 2012)
- Рустэм Хамитов (6 августа 2012 — 26 ноября 2015, как Глава Башкортостана)
- Рустэм Марданов (26 ноября 2015 — 3 декабря 2018)
- Радий Хабиров (3 декабря 2018 — 17 сентября 2020, как Глава Башкортостана)
- Андрей Назаров (с 17 сентября 2020)

## Положение об аппарате Правительства РБ
- Аппарат Правительства Республики Башкортостан является государственным органом, образованным для обеспечения деятельности Правительства Республики Башкортостан (далее Правительство), а также организации контроля за выполнением органами исполнительной власти Республики Башкортостан принятых Правительством решений.
- В своей деятельности Аппарат Правительства руководствуется Конституцией Российской Федерации, федеральными законами и иными нормативными правовыми актами Российской Федерации, Конституцией Республики Башкортостан, Законом Республики Башкортостан «О Правительстве Республики Башкортостан», Регламентом Правительства, настоящим Положением и иными нормативными правовыми актами Республики Башкортостан.
- Аппарат Правительства осуществляет деятельность под общим руководством главы Республики Башкортостан, непосредственным руководством Премьер-министра Правительства и возглавляется заместителем Премьер-министра Правительства — Руководителем Аппарата Правительства.
- Аппарат Правительства в установленном порядке взаимодействует с администрацией главы Республики Башкортостан, Секретариатом Государственного Собрания — Курултая Республики Башкортостан, органами исполнительной власти Республики Башкортостан, органами местного самоуправления Республики Башкортостан и организациями.
- Аппарат Правительства является юридическим лицом, имеет самостоятельный баланс, смету расходов, лицевые счета, открываемые в соответствии с бюджетным законодательством, печать с изображением Государственного герба Республики Башкортостан и со своим наименованием, соответствующие печати, штампы и бланки.
- Аппарат Правительства обеспечивается необходимым для его деятельности имуществом, материально-техническими средствами, оборудованием, организует учёт материальных и денежных средств и осуществляет контроль за их использованием.
- Решение о закреплении имущества за Аппаратом Правительства принимается Правительством. Имущество, закрепленное за Аппаратом Правительства в установленном законодательством порядке, находится в его оперативном управлении.
- В ведении Аппарата Правительства находятся организации согласно перечню, утверждаемому Правительством Республики Башкортостан.
- Финансирование деятельности Аппарата Правительства осуществляется за счет средств бюджета Республики Башкортостан.

## Вопросы ведения

### Правительство Республики Башкортостан
1. Осуществляет в пределах своих полномочий руководство органами исполнительной власти Республики Башкортостан;
2. Разрабатывает и реализует программы социально-экономического и национально-культурного развития Республики Башкортостан;
3. Разрабатывает и исполняет республиканский бюджет;
4. Осуществляет меры по обеспечению комплексного социально-экономического развития Республики Башкортостан, проведению единой государственной политики в области финансов, науки, образования, здравоохранения, социального обеспечения и охраны окружающей среды;
5. Принимает в соответствии с законодательством меры по реализации, обеспечению и защите прав и свобод человека и гражданина, охране общественного порядка и борьбе с преступностью;
6. Управляет и распоряжается собственностью Республики Башкортостан, а также федеральной собственностью, переданной в управление Республики Башкортостан;
7. Заключает с федеральными органами исполнительной власти договоры о разграничении предметов ведения и полномочий, а также соглашения о взаимной передаче осуществления части своих полномочий;
8. Осуществляет иные полномочия, предусмотренные Конституцией и законами Республики Башкортостан, соглашениями с федеральными органами исполнительной власти, предусмотренными статьёй 78 Конституции Российской Федерации.

## Центральные исполнительные и иные государственные органы

### Министерства
1. Министерство жилищно-коммунального хозяйства Республики Башкортостан
2. Министерство здравоохранения Республики Башкортостан
3. Министерство земельных и имущественных отношений Республики Башкортостан
4. Министерство культуры Республики Башкортостан
5. Министерство лесного хозяйства Республики Башкортостан
6. Министерство спорта Республики Башкортостан
7. Министерство просвещения Республики Башкортостан
8. Министерство природопользования и экологии Республики Башкортостан
9. Министерство промышленности и энергетики Республики Башкортостан
10. Министерство сельского хозяйства Республики Башкортостан
11. Министерство семьи, труда и социальной защиты населения Республики Башкортостан
12. Министерство торговли и услуг Республики Башкортостан
13. Министерство финансов Республики Башкортостан
14. Министерство цифрового развития государственного управления Республики Башкортостан
15. Министерство экономического развития и инвестиционной политики Республики Башкортостан

### Государственные комитеты Республики Башкортостан
1. Государственный комитет Республики Башкортостан по молодёжной политике
2. Государственный комитет Республики Башкортостан по внешнеэкономическим связям
3. Государственный комитет Республики Башкортостан по делам юстиции
4. Государственный комитет Республики Башкортостан по жилищному и строительному надзору
5. Государственный комитет Республики Башкортостан по конкурентной политике
6. Государственный комитет Республики Башкортостан по предпринимательству
7. Государственный комитет Республики Башкортостан по строительству и архитектуре
8. Государственный комитет Республики Башкортостан по тарифам
9. Государственный комитет Республики Башкортостан по транспорту и дорожному хозяйству
10. Государственный комитет Республики Башкортостан по туризму
11. Государственный комитет Республики Башкортостан по чрезвычайным ситуациям

### Ведомства
1. Агентство по печати и средствам массовой информации Республики Башкортостан
2. Управление ветеринарии Республики Башкортостан
3. Управление по государственной охране объектов культурного наследия Республики Башкортостан
4. Управление по делам архивов Республики Башкортостан
5. Управление по контролю и надзору в сфере образования Республики Башкортостан
6. Государственная инспекция по надзору за техническим состоянием самоходных машин и других видов техники Республики Башкортостан